# План (геодезия)
Вижте пояснителната страница за други значения на План.
Планът, също като картата, е умалено мащабно изображение, но на малка част от земната повърхност, при изработването на който не се взима предвид кривината на Земята. Мащабите, в които се изработва планът, са значително по-едри от тези на картата. Основните мащаби са:
- 1:100
- 1:200
- 1:250
- 1:500
- 1:1000
- 1:2000

Науката, която се занимава с изработването на планове, се нарича геодезия. Според съвременния закон за кадастъра на Република България терминът „план“ не съществува. Вместо него вече всички чертежи, независимо дали са в по-едри или по-дребни мащаби, се наричат карта.